# Giratoire dénivelé

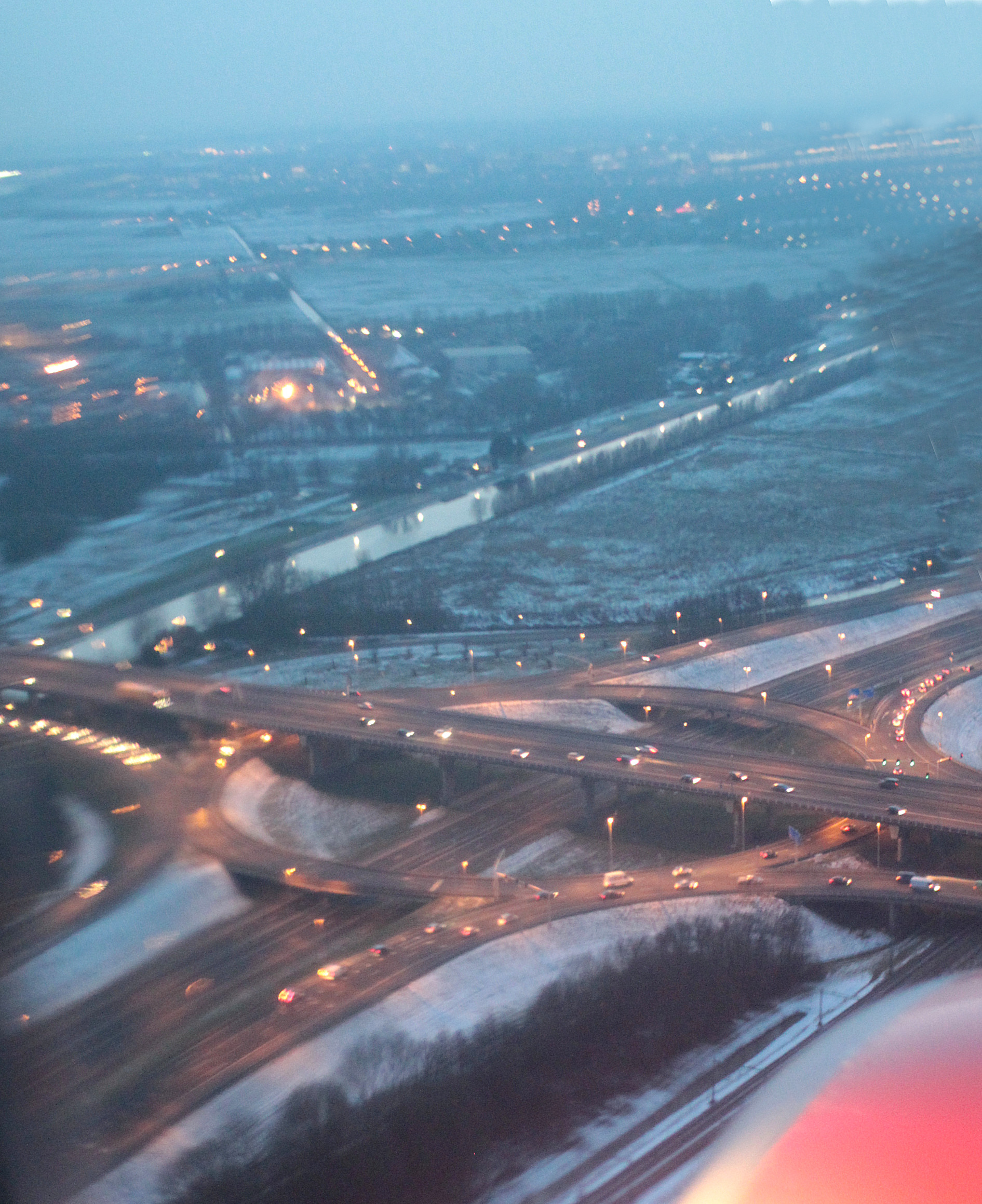
La près d'Haarlem, aux Pays-Bas.

Un giratoire dénivelé, ou échangeur giratoire, aussi appelé rond-point dénivelé ou échangeur rond-point, voire échangeur annulaire ou échangeur circulaire, est un type d'intersection où un giratoire, souvent de grand diamètre afin de permettre des vitesses élevées, se superpose d'au moins une voie distincte, se trouvant au-dessus ou en dessous de celui-ci.
Très courants sur le réseau autoroutier anglais, ils sont moins courants en France où ils se trouvent essentiellement à l'intersection entre des routes nationales, voies rapides et autres rocades. Ils sont aujourd'hui souvent déconseillés du fait de leur sécurité.

## Exemples
- En Savoie : le carrefour dénivelé de Villarcher à Voglans, entre les anciennes routes nationales RN 201 (voie rapide urbaine) et RN 504.
- En Bretagne : le long de la voie rapide de Nantes à Brest.
- Sur la rocade de Rennes (porte de Maurepas, port de Beaulieu, porte des Long Champs…).
- Sur la RCEA (RN 79) à hauteur de Mâcon, où l'édifice est relié à la gare de péage de l'autoroute A6, ainsi qu'à la route départementale D169.

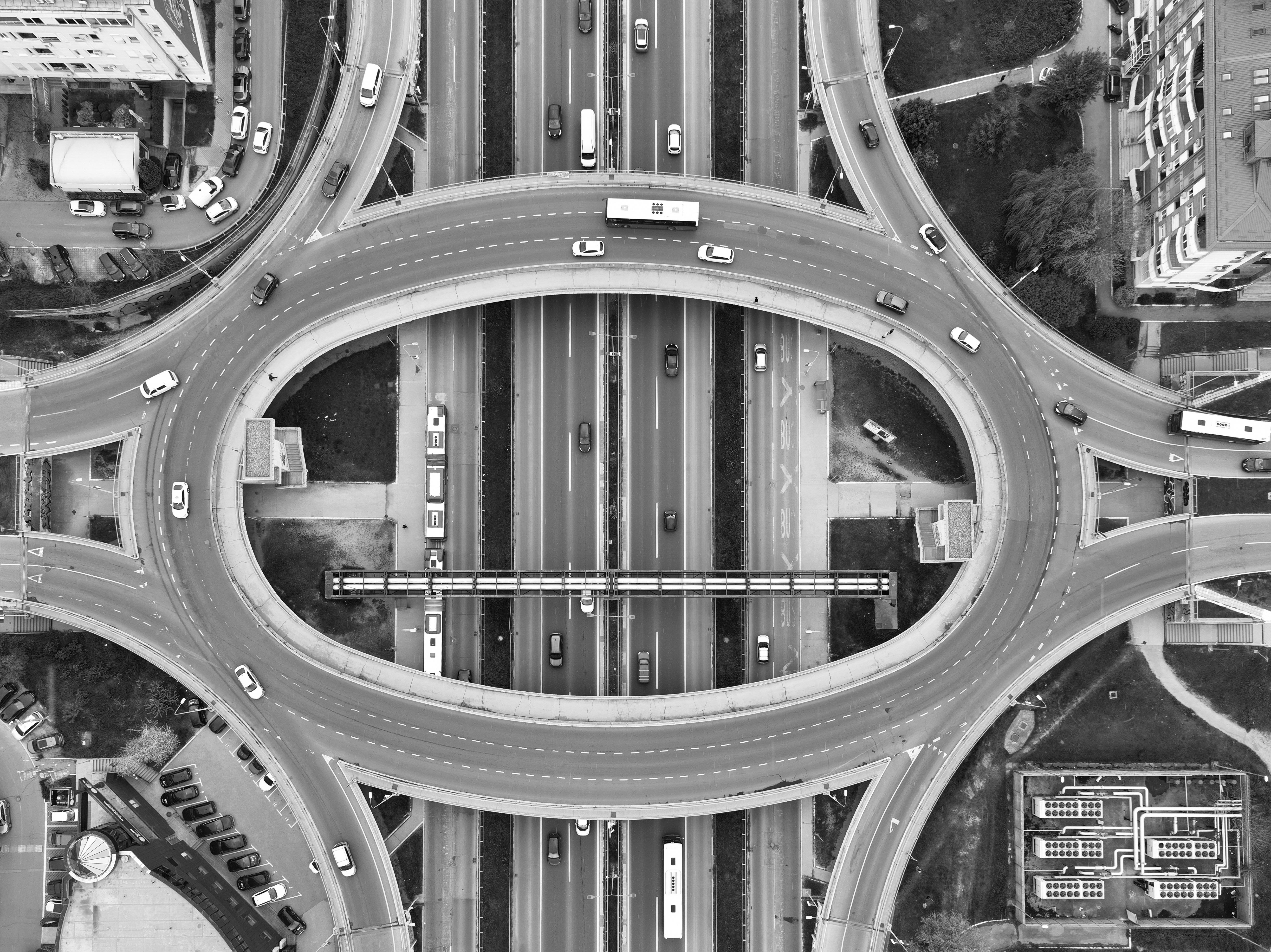
Échangeur giratoire à Belgrade.